# Palacio del Buen Retiro
Palacio del Buen Retiro (španjolski za „Palača ugodnog utočišta”) je bila velika palača koju je u Madridu projektirao arhitekt Alonso Carbonel (oko 1590. – 1660.) za Filipa IV. od Španjolske kao sekundarna rezidencija i mjesto za razonodu. Izgrađena na tadašnjoj istočnoj granici grada Madrida, danas nekoliko njezinih sačuvanih zgrada i vrtova čine madridski park Retiro.
Dana 25. srpnja 2021. godine Buen Retiro upisan je na UNESCO-ov popis mjesta svjetske baštine u Europi zajedno sa susjednom šetnicom Paseo del Prado kao „krajolik umjetnosti i znanosti”. Smješten u urbanom srcu Madrida, ovaj kulturni krajolik evoluirao je od stvaranja drvoreda uz Paseo del Prado, prototipa latinoameričke alamede, u 16. stoljeću do mjesta koje utjelovljuje novu ideju urbanog prostora i razvoja prosvijećenog apsolutističkog razdoblja 18. stoljeća.
Zgrade posvećene umjetnosti i znanosti pridružuju se drugima posvećenima industriji, zdravstvu i istraživanju. Zajedno, oni predstavljaju težnju za utopijskim društvom tijekom vrhunca španjolskog kolonijalnog carstva, povezanu s prosvijećenom idejom demokratizacije znanja i imale su veliki utjecaj u Latinskoj Americi.

## Povijest i odlike
Filip IV. je povremeno volio živjeti u nekim sobama u blizini Samostana sv. Jeronima (San Jerónimo el Real) u blizini sadašnje lokacije Muzeja Prado, koji je dobio ime „kraljevske četvrti”. Zbog čestih posjeta i šetnji susjednom farmom, u vlasništvu vojvode od Olivaresa, njegovog miljenika i ministra, vojvoda je kralju dao projektirati niz zgrada i paviljona. One su se počele graditi 1630. godine kao produžetak kraljevske četvrti, što je u konačnici odredilo palaču Buen Retiro. Gradnja palače se odvijala u razdoblju od sedam godina, do 1640. godine, tijekom koje je izgrađeno nekoliko središta. Po završetku, palača se sastojala od više od 20 zgrada i dva velika otvorena trga za dvorske zabave i razne druge namjene. Kompleks palače bio je okružen velikim prostranstvom vrtova i ribnjaka, dajući joj karakter ugodnosti.
Kralj je tu provodio samo nekoliko dana godišnje, obično ljeti, ali je odlučio palači pružiti ukrasnu umjetničku razinu koja odgovara onoj Real Alcázara (danas Kraljevska palača u Madridu), njegove glavne rezidencije. Nedostatak starih slika na tržištu potaknuo ga je da naruči niz radova od umjetnika iz Rima i Napulja. Mnoge od tih slika ostale su u muzeju Prado, djela umjetnika kao što su: Claude Lorrain, Nicolas Poussin i Gaspard Dughet, Massimo Stanzione i Giovanni Lanfranco.
Za Salón de Reinos (dvoranu palače, donedavno sjedište Muzeja vojske) naručen je niz komemorativnih slika španjolskih vojnih trijumfa, uključujući Predaju Brede Diega Velázqueza i Obrana Cádiza od Engleza Francisca de Zurbarána. Ostale slike su djela umjetnika kao što su:Antonio de Perede, Juan Bautista Maíno i Vicente Carducho.
Palača je ostala kraljevska rezidencija sve do kasnog 18. stoljeća. Nakon požara madridskog Real Alcázara u prosincu 1734., zgrada Buon Retiro postala je glavno sjedište suda sve do izgradnje novog Real Alcázara u Madridu, dovršenog 1764. godine.
Palača je zbog improviziranog dizajna i gradnje bila nekvalitetna, uključujući upotrijebljene materijale, što je bio uzrok njezine propasti. Tijekom Španjolskog rata za neovisnost, 1808. godine, francuske trupe smještene u Madridu koristile su palaču i njene gospodarske zgrade kao vojarne. U vrtovima su bili pohranjeni spremnici s barutom, a za njih je izgrađen bunker koji je nanio nepopravljivu štetu cijelom prostoru. Nadalje, zgrade su bile ozbiljno oštećene, toliko da je, kada je Izabela II. pokušala započeti njihovu obnovu, odlučeno da ne preostaje ništa drugo nego da se gotovo potpuno sruše.

### Buen Retiro danas
Glavni tragovi palače koji su ostali su 120 ha veliki Jardines del Buen Retiro („Vrtovi ugodnog utočišta”), iako oni nemaju nikakve sličnosti s izvornim dizajnom vrtova i čine samo polovicu izvorne cjeline. Ostale su i dvije zgrade, premda znatno izmijenjene svojim izvornim vanjskim prostorima, a obje su predodređene da budu dio kompleksa muzeja Prado:
- Salón de Reinos (prvotno „Dvorana za prijeme”), u kojoj se desetljećima nalazi Museo del Ejército (vojni muzej), preselio se u Alcázar u Toledu između 2010. i 2012. godine.
- Salón de Baile („Dvorana za bal”), danas poznata kao Casón del Buen Retiro, nekoć dom zbirke Prado muzeja iz 19. stoljeća, a sada centar za proučavanje Prado muzeja. Strop glavne dvorane krasi veličanstvena freska talijanskog umjetnika Luce Giordana, naslikana oko 1696.-1697. za španjolskog kralja Karla II. i prikazuje „Apoteozu španjolske monarhije”.